# Gattermann-reactie
De Gattermann-reactie is in de organische chemie een reactie waarmee aromaten omgezet kunnen worden in de overeenkomstige benzaldehyden. De reactie is vernoemd naar de uit Goslar afkomstige chemicus Ludwig Gattermann.
Naast de synthese van benzaldehyden kan het principe van de reactie ook toegepast worden om heterocyclische verbindingen, zoals furaan, pyrrool, indool of thiofeen te bereiden.
De Gattermann-reactie is een variant van de Friedel-Crafts-acylering.

## Mechanisme
Als uitgangsstoffen worden aromaten gebruikt die met blauwzuur en waterstofchloride in de geformyleerde aromaat worden omgezet. Als katalysator wordt een lewiszuur (zinkchloride (ZnCl2) of aluminiumchloride (AlCl3)) gebruikt. Het blauwzuur en waterstofchloride vormen eerst met de katalysator een intermediair dat vervolgens met de aromaat tot een arenium-ion reageert (zie de figuur bij het mechanisme). Als gebruikgemaakt wordt van meerwaardige fenolen of fenolethers, dan is een katalysator niet noodzakelijk.

## Varianten

### Gattermann-Adams-reactie
Tegenwoordig wordt meestal niet meer, zoals in de originele Gattermann-reactie, met vrij HCN gewerkt. De Gattermann-Adams-reactie lost het probleem van vrij HCN op door gebruik te maken van zinkcyanide, dat in situ met waterstofchloride reageert tot HCN. Het ook ontstane ZnCl2 is vervolgens voldoende om als katalysator voor de koppeling aan de fenolen te dienen. Bij minder reactieve aromaten moet aluminiumchloride als katalysator toegevoegd worden.

### Gattermann-Koch-reactie
Aan deze variant van de Gattermannreactie leent ook een ander Duits chemicus zijn naam: Julius Arnold Koch. In plaats van HCN wordt koolmonoxide gebruikt in combinatie met waterstofchloride; aluminiumchloride en koper(I)chloride zijn de katalysatoren. Het mengsel reageert als een formylchloride-equivalent, CHOCl. Het eindproduct is de geformyleerde aromaat. Zoals alle Friedel-Craftsreacties moet ook deze reactie in watervrij milieu worden uitgevoerd.

## Mechanisme
Het in onderstaande figuur aangegeven mechanisme voor de reactie wordt algemeen als juist geaccepteerd: